# Harlem–Calle 125 (Ferrocarril Metro-North)
Harlem-Calle 125 es una estación del ferrocarril Metro-North que sirve a los residentes de Harlem barrio de Manhattan, Nueva York y a los pasajeros que trabajan en Harlem vía la línea Hudson, línea Harlem y la línea New Haven. Es la única estación además de la terminal Grand Central que sirve a las tres líneas al este del río Hudson. Los trenes salen para la terminal Grand Central, el Bronx y los suburbios en el norte. La estación Harlem-Calle 125 es rara vez usada para viajes hacia y desde la Grand Central. La estación está dentro de los límites del programa de CityTicket. La estación se encuentra a 4.19 miles (6.7 km) de la Grand Central, y el tiempo de viaje es de aproximadamente diez minutos. Una cuadra al este esta la Calle 125 de la línea de la Avenida Lexington (4 5 6 <6>) del metro de la ciudad de Nueva York. De Harlem, los pasajeros pueden tomar el autobús M60 hacia el Aeropuerto LaGuardia.

## Historia
La actual estación Harlem-Calle 125 fue construida entre 1896-97 y fue designada por Morgan O'Brien, el principal arquitecto del New York Central and Hudson River Railroad. Reemplazó otra estación que fue construida en 1874, cuando la New York Central y el New York, New Haven & Hartford Railroad, las antecesoras del Metro-North, movieron las vías desde una mina a cielo abierto, hasta el actual viaducto elevado. La estación original fue construida en 1844, cuando los trenes operaban a paso a nivel en lo que ahora es la Avenida Park. Esa estación fue demolida para dar espacio a la mina de cielo abierto. 
Las renovaciones de los años 1990 ayudó a mejorar el detereoramiento de la estructura de 1897. Todo el viaducto de la Avenida Park fue reemplazado pieza por pieza sin detener los servicios del Metro-North durante las renovaciones. La renovación es considerada una replica, en vez de renovación, de la versión de la estación original de los años 1930.

## Apariciones en las películas y la TV
La estación Harlem-125 es a menudo usada como un set para filmar películas y programas de televisión, donde usualmente aparece como una estación elevada del MTA o alguna estación del metro de Nueva York. 
- U.S. Marshals, 1998